# Peperomia obliqua
Peperomia obliqua är en pepparväxtart som beskrevs av Ruiz & Pav.. Peperomia obliqua ingår i släktet peperomior, och familjen pepparväxter. Inga underarter finns listade i Catalogue of Life.